# Hankook Tire
De Hankook Tire Group, gevestigd in Seoel, Zuid-Korea is de op vijf na grootste bandenfabrikant ter wereld. Het werd in 1941 opgericht als Chosun Tire Company, en kreeg in 1968 de huidige naam.

## Activiteiten
Hankook levert onder andere banden aan Audi, Volkswagen, BMW, Mercedes, Seat, Tesla, Toyota, Hyundai en Kia. Gemeten naar omzet over het jaar 2020, stond Hankook Tire op de zesde plaats van grootste bandenfabrikanten wereldwijd.

## Sport
Hankook is actief als bandenleverancier (onder andere Deutsche Tourenwagen-Masters, seizoen 2013) en sponsor van een aantal autosportteams. Het bekendste voorbeeld hiervan is het Hankook Team Farnbacher tijdens de 24 uur van Le Mans.